# Maidstone United F.C.
Câu lạc bộ bóng đá Maidstone United là một câu lạc bộ bóng đá chuyên nghiệp Anh đến từ Maidstone, Kent. Hiện tại đội đang thi đấu ở National League South, cấp độ thứ sáu của bóng đá Anh sau khi xuống hạng từ National League mùa giải 2022/23. Đây là đội bóng thi đấu ở hệ bán chuyên đầu tiên ở Anh có hội cổ động viên tại Việt Nam.
Câu lạc bộ hiện tại đã tái thành lập dựa trên bộ khung của  Maidstone United cũ, là thành viên của Football League từ năm 1989 đến năm 1992. Câu lạc bộ đó đã bị buộc phải rời khỏi giải đấu do phá sản nhưng hạt nhân của một câu lạc bộ mới được xây dựng xung quanh đội trẻ. Maidstone Invicta ban đầu là một đội trẻ nhưng đã bước lên bóng đá chuyên nghiệp vào năm 1992 khi được chọn vào giải Kent County League Fourth Division vào năm 1993 và sau đó tiến bộ qua hệ thống non-league. Đội đổi tên thành Maidstone United vào năm 1995, chơi ở Isthmian League Premier Division từ năm 2013 sau khi được thăng hạng từ Isthmian League Division One South và vô địch giải đấu này vào mùa giải 2014-15 để được thăng hạng National League South (trước đây là The Conference South) cho mùa giải 2015-16. Maidstone giành được lần thứ hai liên tiếp thăng hạng lên National League vào năm 2016, đưa bóng đá hạng năm trở lại thị trấn lần đầu tiên kể từ khi câu lạc bộ cũ được thăng hạng lên Football League vào năm 1989. Tuy nhiên đến mùa giải 2019-20, Maidstone kết thúc mùa giải với vị trí bét bảng, qua đó xuống National League South chơi 2 mùa giải cho đến mùa 2021-22, Maidstone United nâng cao chức vô địch National League South để thăng hạng lên National League. Mùa giải 2022-23 chứng kiến một Maidstone thảm hại khi lại đứng bét bảng rồi xuống hạng. Hiện CLB đang chơi ở National League South mùa giải 2023-24.
Maidstone đã không có một sân vận động cho riêng mình từ khi thành lập cho đến năm 2012 khi Sân vận động Gallagher, nằm gần trung tâm thị trấn Maidstone, được khai trương vào đầu mùa giải 2012-13.

## Lịch sử

### 1992-2001: Câu lạc bộ mới và những năm tháng tại Kent County League
Maidstone Invicta ban đầu là một câu lạc bộ trẻ và được 'tiếp quản' trong vòng vài ngày sau khi đội Football League. Tuy nhiên, việc không có mặt bằng phù hợp đồng nghĩa với việc câu lạc bộ đã phải xuống hạng bảy hạng xuống tầng hầm của tháp bóng đá và gia nhập Fourth Division của Kent County League trong mùa giải 1993-94. Các trận đấu trên sân nhà của câu lạc bộ diễn ra trên sân dự bị và sân tập Maidstone ban đầu, bên cạnh Sân vận động London Road ban đầu. Ban đầu, Jim Thompson điều hành câu lạc bộ, nhưng bị cấm tham gia bóng đá do tham gia vào sự sụp đổ của Maidstone và Dartford and Paul Bowden-Brown tiếp quản vị trí Chủ tịch - một vị trí mà ông giữ cho đến năm 2010.
Đội bóng Kent County League mới được thành lập được thành lập với hạt nhân là đội trẻ của câu lạc bộ ban đầu - và thoải mái vô địch Giải hạng tư của County League dưới sự dẫn dắt của Jack Whiently và Bill Tucker trong mùa giải 1993-94; họ được thành lập quá muộn để tham gia một giải đấu cho mùa giải 1992-93. Đội cũng đã vô địch West Kent Challenge Shield và Tunbridge Wells Charity Cup. Trong mùa giải gần kề năm 1994, câu lạc bộ đã giành được quyền thăng hạng lên Division 2 của giải đấu sau khi tái cấu trúc. Câu lạc bộ tiếp tục giành chức vô địch Division 2, vô địch Kent Junior Cup. Tuy nhiên, Stones, người đã trở lại đội bóng Maidstone United ban đầu năm 1997, mất bốn năm và sáu huấn luyện viên trước khi cuối cùng giành được thăng hạng đến Kent County League Premier Division với cựu cầu thủ của Stones trở thành huấn luyện viên Jason Lillis dẫn dắt câu lạc bộ đến chức vô địch Division One. Mùa giải 1999-2000 chứng kiến mùa giải đầu tiên của Maidstone ở Premier Division, với việc đội bóng kết thúc ở vị trí thứ ba đáng nể. Mùa giải tiếp theo chứng kiến câu lạc bộ, hiện được quản lý bởi một cựu Maidstonian khác ở Matt Toms, đăng ký thành công để trở thành một câu lạc bộ cấp cao và về nhì trong giải đấu. Những yếu tố này hiện đang mở ra cánh cửa để tìm kiếm sự thăng hạng lên Kent League (với County League là giải đấu bậc 7 và Kent League là giải đấu bậc 5, không thể thăng hạng trực tiếp).

### 2001-2006: Những năm tháng ở Kent League

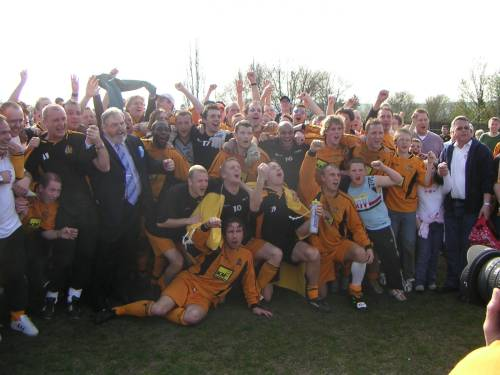
Maidstone win the Kent League title for the second time

Đơn của câu lạc bộ đã được chấp nhận và Stones bắt đầu mùa giải 2001-2002 tại Kent League. Tuy nhiên, sân của câu lạc bộ ở Maidstone không đạt được tiêu chuẩn của Kent Leaguenên Stones đã đồng ý chia sẻ sân vận động Central Park của Sittingbourne trong khi cố gắng vượt qua những trở ngại pháp lý khác nhau trong quá trình chuyển đến một sân mới trong thị trấn James Whatman Way.
Trong mùa giải Kent League đầu tiên kể từ khi cải tổ, Maidstone đã giành được cú đúp Cúp Liên đoàn và Cúp Kent dưới sự quản lý của Jim Ward. Tuy nhiên, câu lạc bộ không thể thăng hạng lên giải Southern League Eastern Division do vướng hợp đồng thuê sân Central Park. Các vấn đề về thuê không được giải quyết và trong mùa giải kết thúc năm 2002, cả Sitbourne và Maidstone đã chuyển ra khỏi Công viên Trung tâm đến một sân mới, tên là Bourne Park, được xây dựng trên cùng một khu phức hợp sử dụng sân tập cũ.
Mùa giải 2002-03 chứng kiến Maidstone tham gia Cúp FA lần đầu tiên kể từ khi cải tổ, và câu lạc bộ được giới thiệu trên chương trình 'Đường tới Cardiff' của BBC Sport. Câu lạc bộ đã lọt vào vòng sơ loại thứ hai của cúp quốc gia, với điểm nhấn là chiến thắng 3-2 trước kẻ thù truyền kiếp Tonbridge Angels, với việc Steve Butler lập hat-trick vào lưới đội bóng Southern League East. Trong giải đấu, Stones có vẻ như được định đoạt danh hiệu thứ hai liên tiếp nhưng sau một chuỗi trận tệ hại, cùng với việc rút lui khỏi giải đấu của Faversham Town,câu lạc bộ đã mất chức vô địch một cách kỳ lạ 0,14 điểm (Ủy ban quản lý giải đấu ra lệnh rằng danh hiệu sẽ được trao cho câu lạc bộ có số điểm kiếm được trung bình mỗi trận cao nhất, vì vậy với Maidstone và Thamesmead Town đạt được 63 điểm sau 30 trận, một tình huống bất thường đã nảy sinh rằng chức vô địch đã thuộc về Cray Wanderers với 62 điểm sau 29 trận). The Stones đã giành được một số đồ bạc trong mùa giải đó, giành cả Kent Senior Trophy và Kent Charity Cup, nhưng điều này đã bị lu mờ bởi các vấn đề liên tục cho thuê, điều đó có nghĩa là một nỗ lực khác để giành quyền thăng hạng lên Southern League đã bị loại bỏ.
Những năm 2003 đến 2005 có hai mùa giải thờ ơ với Stones, ít nhất là trên sân cỏ. Cả hai chiến dịch đều chứng kiến câu lạc bộ cán đích ở vị trí thứ 4 trên bảng xếp hạng, mặc dù sự thất vọng này đã được bù đắp phần nào bằng việc lọt vào vòng loại thứ ba của Cúp FA trong những năm liên tiếp. Ngoài sân cỏ, câu lạc bộ đã có một bước tiến vượt bậc khi vào tháng 11 năm 2004, câu lạc bộ đã thành công xin phép quy hoạch để xây dựng một sân vận động mới tại James Whatman Way. Tuy nhiên, việc xây dựng sân vận động không thể bắt đầu cho đến khi hợp đồng thuê địa điểm được thống nhất với chủ sở hữu của nó, là Bộ Quốc phòng.
Mùa giải 2005-06 chứng kiến Maidstone, hiện do Lloyd Hume quản lý sau khi được Mal Watkins phụ trách, giành chức vô địch Kent League. Họ đã trải qua mùa giải đối đầu với Beckenham Town trước khi giành chức vô địch vào ngày cuối cùng của mùa giải. Việc giành được danh hiệu có nghĩa là câu lạc bộ cuối cùng đã được thăng hạng lên Bậc 4 của hệ thống non-league, gia nhập Isthmian League Division One South. Tuy nhiên, có lẽ quan trọng hơn, nỗ lực của câu lạc bộ để trở lại Maidstone đã gần hơn một bước nữa khi hợp đồng thuê 99 năm được ký cho khu đất tại James Whatman Way, có nghĩa là câu lạc bộ hiện có thể tự do bắt đầu xây dựng trên đó.

### 2006-2015: Những năm tháng ở Isthmian League

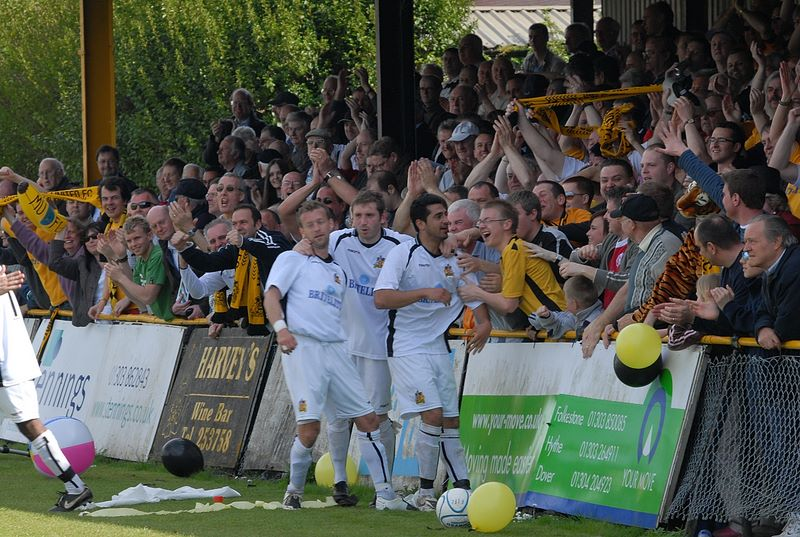
Mo Takaloo ăn mừng bàn thắng giúp cho Maidstone trụ hạng thành công tại Folkestone Invicta

Maidstone, hiện được quản lý chung bởi Lloyd Hume và Alan Walker, đáng ngạc nhiên là đã giành được chức vô địch ngay lần đầu tiên yêu cầu, được thăng hạng lên Isthmian League Premier Division. Tuy nhiên, thành công vượt trội trên sân đã bị lu mờ bởi những tiến bộ có thể nhìn thấy được trong quá trình xây dựng sân vận động tại James Whatman Way.
Trước khi mùa giải 2007-08 bắt đầu, Alan Walker dính vào một tai nạn kinh hoàng tại một khóa huấn luyện ở Belfast khiến ông bị liệt tạm thời. Tuy nhiên, Walker đã hồi phục một cách dũng cảm và đã trở lại làm quản lý vào đầu mùa giải. Maidstone gặp khó khăn trong môi trường mới của Isthmian League Premier Division và dành phần lớn thời gian của mùa giải cuối bảng xếp hạng, mặc dù có sự phục vụ của Chris Smalling, tuy nhiên đội đã tránh xuống hạng sau khi đánh bại Folkestone Invicta 1-0 vào ngày cuối cùng của mùa giải, kết quả khiến Invicta xuống hạng ở vị trí của Maidstone. Tin khác, 25% cổ phần của câu lạc bộ đã được bán cho doanh nhân Oliver Ash vào tháng 2 năm 2008.
2008-09 là một mùa giải khó khăn khác đối với Maidstone. Đội hình đã gần xuống hạng năm trước phần lớn đã bị tháo dỡ với toàn bộ cầu thủ mới thay thế họ. Trong mùa giải kết thúc, nó ngày càng rõ ràng rằng câu lạc bộ không đủ khả năng cung cấp một đội Isthmian Premier cạnh tranh và tài trợ cho việc xây dựng một sân vận động mới, vì vậy với số tiền hạn chế câu lạc bộ dường như bị ràng buộc trong việc trả tiền cho những cầu thủ mới, họ đã quyết định thử và tài trợ cho việc xây dựngt James Whatman Way bằng cách đấu thầu khoản tài trợ 1,2 triệu bảng từ Football Foundation. Giá thầu đã bị từ chối vào tháng 10 năm 2008 và câu lạc bộ sau đó đã được chủ tịch Paul Bowden-Brown rao bán. Tuy nhiên, không có sự tiếp quản nào sắp xảy ra và kết quả là câu lạc bộ không còn lựa chọn nào khác ngoài việc giảm một nửa hóa đơn lương của họ từ 6.000 đến 3.000 bảng Anh mỗi tuần. Phần lớn các cầu thủ đã giảm lương và giúp Maidstone có thành tích tốt nhất giải đấu kể từ khi cải tổ, xếp thứ 15 thoải mái trên bảng Isthmian Premier và lọt vào vòng sơ loại thứ 4 Cúp FA.
Trong cuối mùa giải năm 2009, Maidstone đã chuyển từ ngôi nhà tạm thời của họ ở Bourne Park ở Sitbourne đến sân vận động của Ashford Town, The Homelands, với lý do giá thuê thấp hơn và thỏa thuận nhận phần trăm giải khát là lý do cho việc chuyển đi. Tuy nhiên, động thái này chỉ làm tăng thêm tai ương tài chính của Maidstone do lượng khán giả giảm mạnh và vào tháng 12 năm 2009, người ta tiết lộ rằng hai tháng lương nhân viên sẽ được hoãn lại đến cuối mùa giải, một động thái dẫn đến việc Alan Walker và Lloyd Hume phải từ chức với tư cách là những người quản lý của câu lạc bộ. Ông chủ của đội dự bị Pete Nott đã thăng chức lên vai trò quản lý đội một và dẫn dắt Maidstone cán đích ở vị trí thứ 18, tránh xuống hạng trước một vòng đấu.
Vào tháng 10 năm 2010, câu lạc bộ được tiếp quản bởi cổ đông Oliver Ash và Terry Casey với Paul Bowden-Brown từ chức Chủ tịch. Vào tháng 11 năm 2010, các giám đốc mới của câu lạc bộ đã sa thải huấn luyện viên đội một Peter Nott và các nhân viên của ông với vị trí cuối bảng và bị loại khỏi Cúp FA. Cựu huấn luyện viên của Gravesend & Northfleet là Andy Ford nhanh chóng được bổ nhiệm làm huấn luyện viên, nhưng ông không thể cải thiện vận mệnh của câu lạc bộ và từ chức vào tháng 3 năm 2011 với việc câu lạc bộ đứng cuối bảng và kém 8 điểm so với nhóm an toàn. Đội trưởng câu lạc bộ Jay Saunders được bổ nhiệm làm huấn luyện viên tạm quyền cho đến cuối mùa giải, và mặc dù anh ấy đã giúp đội có 5 trận thắng từ 9 trận đấu, ông cũng không thể cứu Maidstone khỏi sự xuống hạng. Saunders sau đó được giao công việc quản lý lâu dài.
Trong cuối mùa giải năm 2011, câu lạc bộ đã quay trở lại chia sẻ sân vận động Bourne Park của Sittingbourne sau hai năm thi đấu tại Sân vận động Homelands của Ashford, và ngay sau khi việc xây dựng cuối cùng đã bắt đầu trên sân mới của câu lạc bộ, Sân vận động Gallagher. Câu lạc bộ đã kết thúc mùa giải ở vị trí thứ sáu, ngay bên ngoài nhóm play-off.
Mùa giải 2012 kết thúc chứng kiến Maidstone cuối cùng cũng trở về sân nhà, chuyển đến Sân vận động Gallagher vào tháng 7 năm 2012. Câu lạc bộ đã mở cửa sân vận động trị giá 2,6 triệu bảng với trận giao hữu hấp dẫn với Brighton & Hove Albion trước một lượng khán giả bán hết vé. Sau cuộc đua song mã cho chức vô địch Isthmian League Division One South với Dulwich Hamlet,và thường xuyên chơi trước lượng khán giả hơn 1.500 người, Maidstone cuối cùng đã giành quyền thăng hạng Isthmian League Premier Division sau khi đánh bại Faversham Town 3-0 ở chung kết play-off Isthmian League Division One South.
Trong mùa giải 2014-15, Maidstone United lần đầu tiên trong lịch sử vượt qua vòng loại trực tiếp của Cúp FA. Maidstone đã chơi một trận hòa không bàn thắng trước Stevenage của League Two và trong trận đá lại trên sân nhà trước một đám đông cổ vũ nhiệt tình, đội đã lọt vào Vòng Hai, giành chiến thắng 2-1.  Ở Vòng Hai Maidstone thất bại 3-1 trước Wrexham của Conference Premier.
Maidstone United tiếp tục giành chức vô địch Isthmian Premier  sau trận chiến kéo dài một mùa giải với Margate, sau đó là Dulwich Hamlet và cuối cùng là Hendon. Danh hiệu đựoc trao chính thức tại Champion Hill, sân nhà của Dulwich Hamlet, vào ngày 18 tháng 4 năm 2015 khi Maidstone United hòa 0-0 và Hendon hòa 0-0 trên sân khách trước Grays Athletic. Gần 1.000 người hâm mộ Stones đã ăn mừng trên sân với những người hâm mộ Dulwich Hamlet, vị trí tốt nhất của đội kể từ khi cải tổ. Danh hiệu này chính thức giành được trên sân nhà vào ngày 25 tháng 4 năm 2015 với chiến thắng 3-2 trước East Thurrock United.

### 2015-2019: National League
Sau khi vô địch Isthmian League Premier Division, Maidstone United được thăng hạng lên National League South (trước đây là Conference South). Trong mùa giải 2015-16, đội một lần nữa lọt vào vòng đầu tiên của Cúp FA, nơi họ suýt thua 1-0 trên sân nhà trước đội bóng League Two Yeovil Town trước một lượng khán giả kỷ lục 2.811 người.
Vào ngày 14 tháng 5 năm 2016, Maidstone United được thăng hạng lên National League sau khi đánh bại Ebbsfleet United trong trận chung kết thăng hạng National League South tại Stonebridge Road. Trận đấu kết thúc với tỷ số 2-2 sau hiệp phụ, và Maidstone thắng 4-3 trong loạt sút luân lưu. Maidstone đã xuống hạng trở lại National League South gần cuối mùa giải 2018-19 ở vị trí cuối cùng.

### 2019-2022: National League South
Maidstone có một mùa giải 2019/2020 tạm ổn khi kết thúc ở vị trí thứ 9 và không được vào top playoff, trước khi mùa giải 2020/21 bị hủy giữa chừng do đại dịch COVID-19. Tuy nhiên khi trở lại vào mùa giải 2021/22, Maidstone United với sự dẫn dắt của HLV Hakan Hayrettin đã vô địch giải đấu với 27 trận thắng/40 trận và giành quyền lên National League trực tiếp.

### 2022-2023: National League
Sau khi vô địch National League South cùng HLV Hakan Hayrettin, Maidstone United có một khởi đầu khá ổn ở National League nhưng do đội hình sứt mẻ do chấn thương, họ chỉ có chiến thắng cuối cùng vào tháng 10/2022 sau khi chiến thắng 3-2 trước Maidenhead United trước khi họ sa thải HLV Hakan Hayrettin và bổ nhiệm cựu cầu thủ Maidstone George Elokobi lên băng ghế huấn luyện, sau đó nối dài chuỗi không thắng đến cuối mùa và xuống hạng sau mùa giải 2022/23.

### 2023-nay: National League South
Sau khi xuống hạng từ National League South, Maidstone United dưới sự dẫn dắt của HLV George Elokobi đã có một phong độ khá ổn và luôn duy trì trong top playoff của giải. Tuy bị loại sớm ở FA Trophy sau khi thất bại 0-4 trước Barnet, Maidstone vẫn có một hành trình kì diệu ở FA Cup khi đánh bại Steyning Town, Winchester City, Torquay United, Chesham United, Barrow AFC, Stevenage FC để có lần đầu tiên tham dự vòng 4 FA Cup trong lịch sử. Ngay sau đó, Maidstone đã tạo ra cơn địa chấn tại vòng 4 FA Cup với chiến thắng 2-1 trước Ipswich Town và tiếp tục viết nên câu chuyện cổ tích mùa giải 2023/24.

## Trang phục, màu sắc và huy hiệu
Kể từ khi cải tổ, áo đấu sân nhà của Maidstone có màu hổ phách với viền đen. Toàn bộ màu trắng là mẫu được sử dụng cho áo đấu sân khách, nhưng từ năm 2009 đến năm 2013, câu lạc bộ đã mặc màu xanh da trời. Họ trở lại với bộ quần áo bóng đá sân khách màu trắng vào mùa hè năm 2013.

### Nhà sản xuất áo đấu và nhà tài trợ
| Năm     | Nhà sản xuất trang phục | Tài trợ áo đấu chính | Tài trợ thứ hai            |
| ------- | ----------------------- | -------------------- | -------------------------- |
| 2000-01 |                         | Maidstone Adscene    | không                      |
| 2001-02 | MIP Pankhurst           |                      | không                      |
| 2002-03 | JOBEC.COM               |                      | không                      |
| 2003-05 | Score                   | KF Concept           | không                      |
| 2005-06 | Score                   | KM Group             | không                      |
| 2006-08 | Macron                  | Britelite            | không                      |
| 2008-09 | Macron                  | Icom                 | không                      |
| 2009-10 | Macron                  | Icom (chỉ sân nhà)   | Knapp                      |
| 2010-11 | Macron                  | không                | Knapp                      |
| 2011    | Macron                  | Kent Messenger       | Knapp                      |
| 2011-13 | Macron                  | Britelite            | Knapp                      |
| 2013-14 | Macron                  | Britelite            | Laguna Motorcycles         |
| 2014-21 | Macron                  | Britelite            | Churchill Security Systems |
| 2021-   | Macron                  | Manchett             | Synecore                   |

## Sân vận động
Maidstone United chơi các trận đấu trên sân nhà tại Sân vận động Gallagher tại đường James Whatman, Maidstone, Kent, ME14 1LQ.
Sau khi câu lạc bộ gốc giải thể, Maidstone United mới chơi các trận sân nhà của đội trên sân phía sau nhà họp Mormon, nơi ban đầu là sân tập và dự bị của MUFC - chỉ cách sân cũ vài mét. Thăng hạng lên Kent League năm 2001 đồng nghĩa với việc câu lạc bộ phải chuyển đi một lần nữa vì mặt sân hiện tại không đạt tiêu chuẩn. Câu lạc bộ đã chọn James Whatman Way là địa điểm của một khu đất mới ở Maidstone, nhưng cho đến khi khu này được xây dựng, họ sẽ phải chia sẻ khu đất bên ngoài thị trấn. Maidstone đã chơi một năm tại sân vận động Central Park cũ của Sittingbourne trước khi chuyển địa điểm, cùng với "Brickies", đến Bourne Park, một sân tập được chuyển đổi phía sau khu phức hợp Central Park chính. Không thể tạo ra tiền để xây dựng tại Whatman Way, The Stones ở lại Bourne Park cho đến năm 2009, trước khi chuyển sang chia sẻ sân với Ashford Town, với lý do tiền thuê mặt bằng thuận lợi và việc cắt giảm lương thực và quán bar là lý do cho việc di chuyển. Việc chuyển đến Ashford khiến lượng khán giả theo dõi giảm mạnh và câu lạc bộ trở lại sân nhà Bourne Park cho mùa giải 2011-12; tuy nhiên câu lạc bộ cuối cùng đã chuyển đến James Whatman Way, được gọi là Sân vận động Gallagher, vào đầu mùa giải 2012-13.

## Cổ động viên
Maidstone trở lại thành phố quê hương của họ và lượng khán giả đến sân nhà đã tăng 350% lên mức trung bình 1.698 tại giải đấu trong mùa giải 2012-13 tại Sân vận động Gallagher mới của câu lạc bộ. Bảng dưới đây tóm tắt các số liệu tham dự trong tất cả các trận đấu của giải quốc nội của Maidstone United kể từ mùa giải cuối cùng của câu lạc bộ tại Kent County League trong mùa giải 2000-01.
| Mùa giải | Giải đấu                            | Sân vận động                      | Thấp nhất | Cao nhất | Trung bình | % +/-   |
| -------- | ----------------------------------- | --------------------------------- | --------- | -------- | ---------- | ------- |
| 2000-01  | Kent County League Premier Division | London Road, Maidstone            | (n/a)     | (n/a)    | 198        | -       |
| 2001-02  | Kent League Premier Division        | Central Park, Sittingbourne       | (n/a)     | (n/a)    | 298        | +50.5%  |
| 2002-03  | Kent League Premier Division        | Bourne Park, Sittingbourne        | (n/a)     | (n/a)    | 352        | +18.1%  |
| 2003-04  | Kent League Premier Division        | Bourne Park, Sittingbourne        | 208       | 329      | 255        | -27.6%  |
| 2004-05  | Kent League Premier Division        | Bourne Park, Sittingbourne        | 174       | 346      | 246        | -3.5%   |
| 2005-06  | Kent League Premier Division        | Bourne Park, Sittingbourne        | 232       | 573      | 336        | +36.6%  |
| 2006-07  | Isthmian League Division One South  | Bourne Park, Sittingbourne        | 222       | 814      | 432        | +28.4%  |
| 2007-08  | Isthmian League Premier Division    | Bourne Park, Sittingbourne        | 238       | 1.224    | 444        | +2.8%   |
| 2008-09  | Isthmian League Premier Division    | Bourne Park, Sittingbourne        | 218       | 689      | 388        | -12.6%  |
| 2009-10  | Isthmian League Premier Division    | The Homelands, Ashford            | 128       | 447      | 255        | -34.3%  |
| 2010-11  | Isthmian League Premier Division    | The Homelands, Ashford            | 171       | 488      | 311        | +22.0%  |
| 2011-12  | Isthmian League Division One South  | Bourne Park, Sittingbourne        | 255       | 705      | 377        | +21.2%  |
| 2012-13  | Isthmian League Division One South  | Sân vận động Gallagher, Maidstone | 1,005     | 2,305    | 1,698      | +350.5% |
| 2013-14  | Isthmian League Premier Division    | Sân vận động Gallagher, Maidstone | 1.292     | 2.296    | 1,821      | +7.2%   |
| 2014-15  | Isthmian League Premier Division    | Sân vận động Gallagher, Maidstone | 1,094     | 2.296    | 1,846      | +1.4%   |
| 2015-16  | National League South               | Sân vận động Gallagher, Maidstone | 1,731     | 3,030    | 2.208      | +19.6%  |
| 2016-17  | National League                     | Sân vận động Gallagher, Maidstone | 1,714     | 3,409    | 2,386      | +8.1%   |
| 2017-18  | National League                     | Sân vận động Gallagher, Maidstone | 1,945     | 3.225    | 2,412      | +1.1%   |
| 2018-19  | National League                     | Sân vận động Gallagher, Maidstone | 1,471     | 3,087    | 2,179      | -9.7%   |
| 2019-20  | National League South               | Sân vận động Gallagher, Maidstone | 875       | 2,520    | 1,773      | -18.6%  |
| 2020-21  | Hủy                                 | Sân vận động Gallagher, Maidstone | -         | -        | -          | -       |
| 2021-22  | National League South               | Sân vận động Gallagher, Maidstone | 1,805     | 4,175    | 2,453      | +34,0%  |
| 2022-23  | National League                     | Sân vận động Gallagher, Maidstone | 1,463     | 3.341    | 2,142      | -12.7%  |
| 2023-24  | National League South               | Sân vận động Gallagher, Maidstone |           |          |            |         |

### Mối kình địch
Những người hâm mộ Maidstone từ trước đến nay luôn có sự kình địch gay gắt với Gillingham.  Maidstone cũ là câu lạc bộ Kent khác duy nhất từng tham gia cùng Gillingham trong Football League, và các đội đã tranh chấp tổng cộng 11 trận tại Division 4 cũ và Cúp FA trong những năm 80 và đầu những năm 90. Có hai trận đấu chính thức kể từ khi Stones cải tổ, trận đầu tiên là trận giao hữu giữa mùa giải vào năm 2002 tại Central Park và trận thứ hai là trận tứ kết Kent Senior Cup năm 2018, trận đấu mà Maidstone thắng 2-1.
Một sự cạnh tranh cũng vẫn còn diễn ra với Tonbridge Angels. Quay trở lại những năm 1970, Maidstone United cũ và 'the Angels' thường xuyên gặp nhau ở Southern League trước khi Maidstone chuyển sang trở thành thành viên sáng lập của National League (sau đó được gọi là Alliance Premier League). Hai câu lạc bộ đã hòa giải sau cuộc cải tổ của Maidstone, gặp nhau ở Cúp FA 2002-03 - với chiến thắng 3-2 của Stones mặc dù kém Tonbridge một bậc. Các câu lạc bộ sau đó gặp nhau thường xuyên tại Isthmian League Premier Division từ năm 2007 đến 2011 và một lần nữa trong mùa giải 2014-15. Trước mùa giải 2014-15, việc chuyển nhượng Lee Worgan, Sonny Miles và Frannie Collin từ Tonbridge sang Maidstone đã làm gia tăng sự cạnh tranh mà đỉnh điểm là cuộc "đối đầu" giữa huấn luyện viên của Tonbridge Angels, Barry Moore và một cổ động viên Maidstone sau một trận đấu giữa hai bên trong tháng 1 năm 2015. Moore bị FA cấm thi đấu 4 tháng sau vụ việc.
Kẻ thù cũ của Southern League Ebbsfleet United (sau đó là Gravesend & Northfleet) có lẽ đã trở thành đối thủ lớn nhất hiện tại của câu lạc bộ, với thời gian gần đây của các câu lạc bộ cùng nhau ở National League và National League South bị chọc thủng bởi ác ý cả ở phòng họp và trên sân.
Trong những năm câu lạc bộ trong lưu lạc ở cấp độ 8 (bậc 4) trong hệ thống, khó có thể xảy ra các cuộc cạnh tranh lâu dài và có thể nói trước do thiếu sự ủng hộ của các câu lạc bộ đối lập, và cũng do sự phát triển nhanh chóng của câu lạc bộ qua các hạng đấu. Có một số cuộc cạnh tranh nhỏ trong thời gian này, nhưng tất cả đều là thoáng qua và chưa có ai thực sự đứng vững trước thử thách của thời gian khi xem xét vị trí của câu lạc bộ trong hệ thống bóng đá hiện tại. Cảm nhận rõ ràng nhất về sự cạnh tranh này là với cựu chủ nhà Sittingbourne, và mặc dù các câu lạc bộ đang có mối quan hệ cộng sinh nào đó trong quá trình dàn xếp chia sẻ sân, rất nhiều sự thù địch đã được cảm nhận giữa hai nhóm cổ động viên. Ngoài ra ở địa phương, Maidstone United cũng có mối quan hệ cạnh tranh với các đội Dartford F.C., Dover Athletic,...
Những năm gần đây, các cổ động viên Maidstone cũng có những cạnh tranh dần gay gắt với cổ động viên Torquay United F.C. nhưng chủ yếu là trên không gian mạng. Khoảng cách quá xa từ Devon (miền Tây nước Anh) đến Kent (miền Đông) khiến cho mọi cuộc đấu đá chỉ diễn ra trên mạng xã hội thay vì ngoài đời.

### Văn hóa người hâm mộ
Câu lạc bộ có một kênh truyền hình chuyên dụng "Stones TV" do câu lạc bộ cung cấp, phát sóng những trận đấu nổi bật, phỏng vấn và lưu trữ cảnh quay. Stones Live! là một đài phát thanh hoạt động từ năm 2008, cung cấp bình luận từ hầu hết các trận đấu cùng với các nội dung khác liên quan đến câu lạc bộ. Nó đã được bình chọn là Đài thể thao của năm tại Giải thưởng Phát thanh Internet 2010-11.
Sự xuất hiện của internet vào cuối những năm 1990 đã giúp những người ủng hộ cuộc biểu tình, những người không có thông tin. Ngoài một trang web chính thức, đã có một số trang web khác dành riêng cho Stones, bao gồm "Neolithic Man" (tạm dịch: "Người đàn ông thời đồ đá mới"), được phát trực tiếp trong một số kỷ nguyên của County League. Một trang web fanzine "Plastic Passion" đã được ra mắt vào tháng 2 năm 2014, một phần để kỷ niệm một trong những kỷ nguyên thành công nhất trong lịch sử câu lạc bộ.
Plastic Passion đã tạo ra một cuốn sách spin off, được cho là cuốn sách điện tử đầu tiên của Maidstone United, "Khi tôi chỉ là một cậu bé" vào năm 2016. Cuốn sách thứ hai, lần này có sẵn ở dạng thực, "Exodus" được xuất bản vào tháng 12 năm 2016, mô tả chi tiết khoảng thời gian từ năm 1988 đến năm 2012 và cuộc đấu tranh để tìm một ngôi nhà lâu dài.
Kỷ nguyên Liên đoàn bóng đá chứng kiến sự ra đời của bốn fanzine, "Show Me The Way To Go Home", "Spirit of London Road (hay còn gọi là S.O.L.D)", "Yellow Fever", sau này được đổi tên thành "Golden Days" và "The Foundation Stone" mà chỉ chạy cho một vài vấn đề. Vào năm 2000, khi câu lạc bộ đang thất thế ở Kent County League, một fanzine được biết đến với cái tên "SHAFTED!" chạy cho năm vấn đề. Vào thời điểm câu lạc bộ trở lại Kent League vào năm 2001, đội đằng sau Show Me The Way To Go Home đã quyết định hồi sinh nó sau gần mười năm. Nó đã chạy trong nhiều mùa giải và được đánh giá cao. Năm 2005, nó được tờ Independent vinh danh là một trong 11 fanzines hay nhất trong nước, mặc dù nó đã ngừng xuất bản trước khi câu lạc bộ trở lại Maidstone vào năm 2012. Khoảng trống cuối cùng đã được lấp đầy bởi "It's All Gone Amber," được xuất bản lần đầu. vào năm 2015. Nó được đặt theo tên của bình luận viên Derek Rae khi Frannie Collin ghi bàn ấn định chiến thắng cho Maidstone trước Stevenage trong trận đá lại vòng Một Cúp FA năm 2014.
Các cổ động viên của Maidstone United cũng có những bài fanchant để cổ vũ đội nhà như "We Are The Black And Amber Army", "It's All Gone Amber, Come One You Stones", "We Are Maidstone, Maidstone On Fire".

## Đội một
Tính đến 9 tháng 12 năm 2024
Ghi chú: Quốc kỳ chỉ đội tuyển quốc gia được xác định rõ trong điều lệ tư cách FIFA. Các cầu thủ có thể giữ hơn một quốc tịch ngoài FIFA.
| Số | VT | Quốc gia  | Cầu thủ          |
| -- | -- | --------- | ---------------- |
| 1  | TM | Maroc     | Alexis André Jr. |
| 2  | HV | Anh       | Temi Eweka       |
| 3  | HV | Thụy Điển | Ben Brookes      |
| 4  | HV | Guyana    | Reiss Greenidge  |
| 5  | HV | Anh       | George Fowler    |
| 6  | HV | Anh       | Raphe Brown      |
| 7  | TV | Anh       | Jordan Higgs     |
| 8  | TV | Anh       | Sam Corne        |
| 9  | TĐ | Anh       | Aaron Blair      |
| 10 | TĐ | Anh       | Shaq Coulthirst  |
| 11 | HV | Anh       | Charlie Seaman   |
| 12 | TV | Anh       | Arjanit Krasniqi |

| Số | VT | Quốc gia     | Cầu thủ                                            |
| -- | -- | ------------ | -------------------------------------------------- |
| 13 | TM | Anh          | Lenny Holden                                       |
| 14 | HV | Cộng hòa Síp | Harry Kyprianou                                    |
| 15 | TĐ | Anh          | Solomon Wanjau-Smith (mượn từ Bath City F.C.)      |
| 16 | TV | Anh          | Baylin Johnson                                     |
| 17 | TV | Anh          | Riley Court                                        |
| 18 | TV | Anh          | Bivesh Gurung                                      |
| 20 | HV | Anh          | Sam Smith                                          |
| 26 | TĐ | Anh          | Tom Leahy (mượn từ Millwall F.C.)                  |
| 28 | TĐ | Anh          | Ricardo German (mượn từ Hemel Hempstead Town F.C.) |
| 29 | TV | Anh          | Tayt Trusty                                        |
| 31 | TĐ | Anh          | Ruben Shakpoke                                     |

## Đội dự bị, đội trẻ và cộng đồng

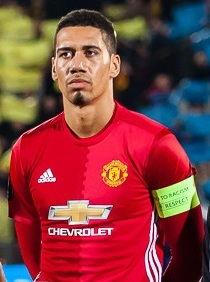
Chris Smalling

Đội trẻ và cộng đồng của Maidstone hiện là thành viên của the Isthmian Youth League và Kent Youth League cũng như là thành viên của các giải đấu địa phương, nữ/nữ trẻ, khiếm thính và khuyết tật.
Câu lạc bộ cũng điều hành một Học viện, tạo cơ hội cho hơn 50 cầu thủ từ 16 đến 18 tuổi học tập, đào tạo và thi đấu tại Sân vận động Gallagher. Cầu thủ theo học để lấy bằng BTEC Cấp 3 về Thể thao và một loạt các bằng cấp liên quan đến bóng đá nghề nghiệp, đồng thời chơi trong Conference Youth Alliance.
Các đội trẻ của Maidstone đã cung cấp nhiều cầu thủ cho đội một trong những năm gần đây. Cho đến nay, sản phẩm nổi tiếng và thành công nhất trong hệ thống trẻ của câu lạc bộ là tuyển thủ quốc gia Anh Chris Smalling, người đã có ba năm ở câu lạc bộ trước khi chuyển đến Fulham và sau đó là Manchester United. Smalling đã ra sân tổng cộng 16 lần cho Maidstone, và trong khi chơi cho câu lạc bộ, anh cũng chơi cho đội U-18 của England Schoolboys. Ba cầu thủ trẻ mới tốt nghiệp của câu lạc bộ, Ashley Ulph, Sam Morrison và Rob Carter, cũng đã chơi cho đội tuyển schoolboys Anh. Ngoài ra, tiền đạo trưởng thành từ lò đào tạo của CLB, Nathan Jeche, đã được Queens Park Rangers quan tâm và mang về để tiếp tục đào tạo ở đội U21. Mason Burstow cũng là một cầu thủ trưởng thành từ lò trẻ Maidstone United hiện đang thi đấu trong màu áo Hull City.
Câu lạc bộ rất chú trọng vào bóng đá vì cộng đồng và hầu hết các đội của họ đều đào tạo tại Sân vận động Gallagher. Ngoài các đội nam trẻ và nữ trẻ ở hầu hết các lứa tuổi, có đội khuyết tật PAN và đội khiếm thính. United là một Câu lạc bộ Cộng đồng Tiêu chuẩn Điều lệ và là một trong những câu lạc bộ đầu tiên trong nước đăng ký cam kết Câu lạc bộ Bóng đá Thân thiện với Người Khiếm Thính.

## Cầu thủ nổi bật
Danh sách bao gồm các cựu cầu thủ hoặc hiện tại đã có hơn 100 lần ra sân trong một giải đấu chuyên nghiệp hoàn toàn hoặc có kinh nghiệm quốc tế lâu năm.
| - Paul Haylock - Alan Walker - Steve Butler - Bradley Sandeman - Garry Kimble - Adrian Webster - Chris Smalling - Mark Saunders - Ian Selley - Roland Edge | - Ian Cox - Peter Hawkins - Neil Smith - Regan Booty - Jermaine Darlington - Kelvin Jack - Nathan Jeche - Jon Harley - Yemi Odubade - Jamar Loza | - Stuart Lewis - Magnus Okuonghae - Zavon Hines - Joe Pigott - Simon Walton - George Elokobi - Joan Luque |

Đối với tất cả cầu thủ Maidstone trước đây và hiện tại có bài viết trên Wikipedia, xem Thể loại:Cầu thủ bóng đá Maidstone United F.C..

## Thành tích
- 1993-1994: Kent County League Division Four
- 1994-1995: Kent County League Division Two
- 1995-1999: Kent County League Division One
- 1999-2001: Kent County League Premier Division
- 2001-2006: Kent League Premier Division
- 2006-2007: Isthmian League Division One South
- 2007-2011: Isthmian League Premier Division
- 2011-2013: Isthmian League Division One South
- 2013-2015: Isthmian League Premier Division
- 2015-2016: National League South
- 2016-2019: National League
- 2019-2022: National League South
- 2022-2023: National League
- 2023-nay: National League South

## Danh hiệu
- National League

National League South
Vô địch (1): 2021-22
Thắng play-off (1): 2015-16
- FA Cup
  - Vòng 5 (1): 2023-24
- Isthmian League

Premier Division
Vô địch (1): 2014-15
Division One South
Vô địch (1): 2006-07
Thắng play-off (1): 2012-13
Á quân (1): 2012-13
Isthmian League Cup
Vô địch (1): 2013-14
Isthmian Charity Shield
Vô địch (1): 2015-16
- Kent League

Premier Division
Vô địch (2): 2001-02, 2005-06
Á quân (1): 2002-03
Premier Division Cup
Vô địch (2): 2001-02, 2005-06
Challenge/Charity Shield
Vô địch (2): 2002-03, 2003-04, 2017-18
Á quân (1): 2006-07
- Kent County League

Vô địch Premier Division (1): 2000-01
Vô địch Division One (1): 1998-99
Vô địch Division Two (1): 1994-95
Vô địch Division Four (1): 1993-94
- Kent Senior Cup

Vô địch (2): 2017-18, 2018-19
- Kent Senior Trophy

Vô địch (1): 2002-03
- Weald of Kent Charity Cup

Vô địch (2): 1999-00, 2000-01
- Kent Junior Cup

Vô địch (1): 1994-95
- Tunbridge Wells Charity Cup

Vô địch (1): 1993-94

## Kỉ lục và thống kê
Thành tích tốt nhất từ trước đến nay của Maidstone là ở mùa giải 2016-17 khi đứng thứ 14 tại  National League. Chiến thắng đậm nhất từ trước đến nay của Maidstone đến trong mùa giải đầu tiên của đội kể từ khi cải tổ, đánh bại Aylesford 12-1 ở Kent County League Division 4. Trận thua đậm nhất của Maidstone là 0-7 trước Chelmsford City thuộc vòng 1 Ryman Premier Division mùa giải 2007-08. Kỉ lục số khán giả của câu lạc bộ đến tại Sân vận động Gallagher vào ngày 15 tháng 7 năm 2017, khi 4.175 khán giả đến xem trận đấu giữa Maidstone United và Hampton & Richmond Borough thuộc khuôn khổ vòng 46 National League South mùa giải 2021-22. Kỉ lục số lần ra sân của câu lạc bộ do Tom Mills nắm giữ với 341 trận. Kỉ lục về số tiền thu về cho 1 thương vụ chuyển nhượng là Levi Amantchi đến Bromley với mức giá £80,000

### Thành tích tốt nhất ở giải vô địch quốc gia và cúp
- Giải vô địch quốc gia: National League, 14th (2016-17)
- FA Cup: Vòng 5 (2023-24)
- FA Trophy: Tứ kết (2022-23)
- FA Vase: Vòng 3 (2005-06)
- Kent Senior Cup: Vô địch (2017–18, 2018–19)
- Isthmian League Cup: Vô địch (2013–14)
- Kent Senior Trophy: Vô địch (2002–03)
- Kent League Premier Division Cup: Vô địch (2001–02, 2005–06)

### Kỉ lục về tỉ số trong một trận đấu

#### Thắng
- Chung: Maidstone United 12–1 vs Aylesford - (Kent County League Division 4, 26/3/1994)
- National League: Macclesfield Town 1–4 Maidstone United, (16/9/2017)
- National League South: Maidstone United 4-0
vs St Albans City, (28/9/2019)
vs Worthing, (23/9/2023)
- Isthmian League Premier Division: Maidstone United 7–2 vs Hampton & Richmond Borough, (25/1/2014)
- Isthmian League Division One South: Maidstone United 6–0 vs Corinthian-Casuals, (17/2/2007)
- Kent League Premier Division: Maidstone United 9–0 vs Sporting Bengal United, (8/4/2006)
- Kent County League: Maidstone United 12–1 vs Aylesford, (Hạng 4, 26/3/1994)
- FA Cup: Maidstone United 10–0 vs Littlehampton Town, (Vòng loại thứ nhất, 13/9/2014)
- FA Trophy: Maidstone United 5–3 vs Abingdon United, (Vòng loại thứ hai, 7/11/2007)
- FA Vase: Maidstone United 4–0

vs AFC Totton, (Vòng loại thứ hai, 26/9/2004)
vs North Leigh, (Vòng 1, 29/10/2005)
vs Andover, (Vòng 2, 19/11/ 2005)
- Kent Senior Cup: Maidstone United 3–0 vs Sittingbourne, (Vòng 1, 26/12/2006)
- Isthmian League Cup: Maidstone United 6–0

vs Grays Athletic, (Bán kết, 25/12/2014)
vs Herne Bay, (Vòng 2, 25/11/2014)
- Kent Senior Trophy: Maidstone United 6–0 vs Crockenhill, (không rõ vòng, 30/11/2002)

#### Thua
- Chung: 0–7 vs Chelmsford City - (Isthmian League Premier Division, 25/8/2007)
- National League South: 1-5 vs Worthing, (2023–24), 1-5 vs Chelmsford City, (2024–25)

- Isthmian League Premier Division: 0–7 vs Chelmsford City, (25/8/2007)
- Isthmian League Division One South: 1–5 vs Worthing, (17/12/2011)
- FA Cup: 0–5 vs Coventry City F.C., (Vòng 5, 26/2/2024)
- FA Trophy: 1–3 :vs Ashford Town (Middlesex), (vòng sơ loại, 8/10/2011)

vs Salisbury City, (Vòng 2, 30/1/2010)
- Isthmian League Cup: 0–3

vs Tonbridge Angels, (Vòng 2, 12/9/2006)
vs AFC Hornchurch, (Vòng 3, 18/12/2007)
vs East Thurrock United, (Tứ kết, 15/12/2012)
- Kent Senior Cup: 2–6 vs Ebbsfleet United, (Vòng 2, 24/11/2015)
- Kent Senior Trophy: 3–5 vs Ramsgate, (Vòng 2, 27/11/2004)

### Số khán giả đến sân
- Chung: 4,175 vs Hampton & Richmond (National League South, 7/5/2022)
- Tại London Road, Maidstone (1993–2001): 320 vs Snodland (Kent County League Premier Division, 16/4/2001)
- Tại Central Park, Sittingbourne (2001–2002): 412 vs Ramsgate (Kent League Premier Division, 16/3/2002)
- Tại Bourne Park, Sittingbourne (2002–2009, 2011–2012): 1,719 vs AFC Wimbledon (Vòng loại thứ 4 FA Cup, 25/10/2008)
- Tại The Homelands, Ashford (2009–2011): 488 vs Folkestone Invicta (Isthmian League Premier Division, 25/4/2011)
- Tại the Gallagher Stadium, Maidstone (2012–): 4,175 vs Hampton & Richmond (National League South, 7/5/2022)
- National League (division): 3,409 vs Tranmere Rovers (29/4/2017)
- National League South: 4,175 vs Hampton & Richmond (7/5/2022)
- Isthmian League Premier Division: 2,296 vs Dulwich Hamlet (15/3/2014)
- Isthmian League Division One South: 2,305 vs Horsham (27/4/2013)
- Kent League Premier Division: 573 vs Beckenham Town (25/3/2006)
- FA Cup: 4,024 vs Stevenage (Vòng 3, 6/1/2024)
- FA Trophy: 1,571 vs Whitehawk (Vòng loại thứ 3, 10/11/2012)
- FA Vase: 423 vs Andover (Vòng 3, 19/11/2005)
- Kent Senior Cup: 1,612 vs Gillingham (Tứ kết, 16/1/2018)
- Isthmian League Cup: 831 vs Sittingbourne (Vòng 1, 16/10/2012) - (1,829 người đã đến SVĐ Gallagher để dự khán trận chung kết mùa 2013–14 giữa Maidstone United v AFC Sudbury ngày 8/4/2014 nhưng đây được coi là sân trung lập)
- Giao hữu: 4,101 vs Crystal Palace (15/7/2017)